# Asalto a la Isla del Diablo
Asalto a la Isla del Diablo (título original: Assault on Devil’s Island) es una película estadounidense-canadiense de acción, aventura y suspenso de 1997, dirigida por Jon Cassar, escrita por Calvin Clements Jr., Michael Berk, Douglas Schwartz y Steven McKay, musicalizada por John D’Andrea y Cory Lerios, en la fotografía estuvo James Pergola y los protagonistas son Hulk Hogan, Carl Weathers y Shannon Tweed, entre otros. El filme fue realizado por Berk/Schwartz/Bonann Productions, Alliance Communications, TNT y Turner Pictures Worldwide; se estrenó el 28 de octubre de 1997.

## Sinopsis
Un peligroso grupo de narcotraficantes secuestra al equipo de gimnasia de Estados Unidos. Para rescatarlos, será necesario encontrar a especialistas en el tema; un grupo SEAL llevará a cabo esa misión.